# فیز دات ارگ
فیز دات ارگ (به انگلیسی: Phys.Org) یک تارنمای خبری در حوزه دانش و پژوهش است که در زمینه رشته‌های مختلف علوم سخت یعنی فیزیک، علوم فضایی، علوم زمین، زیست شناسی، شیمی، الکترونیک، فناوری نانو و به‌طور کلی فناوری فعالیت دارد. این تارنما به خاطر به‌روزرسانی منظم و به موقع آخرین اخبار و پوشش رسانه‌ای تازه‌های آزمایشگاه‌ها و دانشگاه‌های بزرگ جهان شناخته شده‌است. این تارنما همچنین گزارش‌هایی روزانه نیز تولید می‌کند. افزون بر این، مقالاتی جامع و اختصاصی نیز در مورد مقاله‌های علمی داوری همتا شده نیز منتشر می‌سازد. فیز دات اُرگ دو تارنمای دیگر یعنی مدیکال اکسپرس (به انگلیسی: MedicalxPress) و نیز تک اکسپلور (به انگلیسی: TechXplore) را نیز در اختیار دارد. این دو تمارنما به ترتیب اخبار حوزه پزشکی و فناوری را منتشر می‌کنند. 